# 印度莕菜
印度莕菜（学名：Nymphoides indica），別名金銀蓮花、一葉蓮，为睡菜科莕菜属下的一个种，根部固定在池沼的泥土中，葉子漂浮在水面上，為浮葉性水生植物。
种名indica意为印度的。

## 特徵
印度莕菜主要有以下特徵:
- 莖:細長線形球莖，莖可長至三十公分，固定在水面下的泥土裡。
- 葉:葉漂浮於水面上，卵狀心形至圓形，有一缺口；葉柄細長，無托葉。
- 花:花冠裂片白色，花瓣緣絲狀，集生於節上，離水面開花。